# Andrew Gronholdt
Andrew Gronholdt, né le 26 août 1915 et mort le 13 mars 1998, est un sculpteur sur bois aléoute et inventeur du Chagudax.

## Biographie
Les parents d'Andrew est Anna Dushkin, qui est originaire de Belkofski, un petit village aléoute du sud de la péninsule de l'Alaska et Niels Peter Gronholdt de Kerteminde, au Danemark.
Andrew a commencé ses études l'école primaire de Belkofski et a ensuite terminé l'école primaire à Sand Point. L'obtention du diplôme de huitième année à l'école Sand Point a mis un terme à son éducation formelle, mais « son propre désir de découvrir et d'explorer l'a scolarisé pour le reste de sa vie ».
Le 21 janvier 1942, il épouse Elisabeth Z. Rodgers à Unga.